# IPhone 5
iPhone 5 je smartphone od firmy Apple Inc., který byl představen jako nástupce modelu iPhone 4S (v pořadí se již jedná o 6. iPhone firmy Apple 4. generace iPhonu) 12. září 2012. Do prodeje se iPhone 5 dostal 21. září 2012 (předobjednávky Apple přijímal od 14. září 2012). Prodej iPhone 5 byl oficiálně ukončen 10. září 2013, tedy po necelém roce prodeje, kdy byl nahrazen modely 5C / 5S (starší model 4S však v prodeji zůstal, spolu s novými modely). Jedná se o první iPhone, který používá konektor Lightning, místo staršího 30-pinového konektoru.

## Hardware
iPhone 5 je první iPhone, který má větší displej (konkrétně 4"), než 3,5", který měly všechny předchozí generace. Z toho důvodu narostly rozměry přístroje (do výšky), naopak šířka zůstala stejná. Pro srovnání rozměry v mm: model 4/4S: 115,2 × 58,66 × 9,3; model 5: 123,8 × 58,6 × 7,6.
Jako procesor byl použit Apple A6 ARMv7 taktovaný na 1,02 GHz (ARM Cortex-A15 Dual Core – 2 jádra, grafický koprocesor PowerVR SGX543MP4, technologie 32 nm), RAM byla oproti modelu 4S zdvojnásobena na velikost 1 GB. Uživatelská paměť byla pevná (bez slotu pro paměťové karty), k dispozici byly velikosti 16, 32, a 64 GB.
Model 5 byl tradičně k dispozici ve dvou barevných provedeních, tedy v černé a bílé barvě.

## Software
iPhone 5 byl dodáván s předinstalovaným operačním systémem iOS 6.0. Zařízení podporuje verzi iOS 10.3.4.